# Ceratogyne
Ceratogyne je monotipski biljni rod iz porodice glavočika. Jedina je vrsta australski endem C. obionoides, raširen po državama Zapadna Australija, Južna Australija, Novi Južni Wales, Victoria).
Vrsta je ugrožena